# B3 (Band)
B3 war eine US-amerikanische Boygroup aus New York, die vor allem in Deutschland erfolgreich war. Sie trennte sich im Dezember 2004.

## Geschichte
Im Jahr 2000 lernten sich Rod Michael, John Sutherland und Tim Cruz in New York kennen. Vor B3 war Michael an mehreren Fernsehprojekten beteiligt, Sutherland stand im Broadway Dance Center auf der Bühne und auch des Öfteren vor der Kamera und Cruz sammelte Erfahrungen mit der Band React und war als Model tätig. Ihr erster Hit war eine Coverversion des Bee-Gees-Songs You Win Again; danach folgten Nightfever und der Sommerhit I.O.I.O, mit dem sie im Sommer 2002 Gold bekamen. Dazwischen veröffentlichten sie ihr erstes Album First, auf dem 12 Bee-Gees-Cover und ein von Rod Michael geschriebener Song (Where Iʼll Be) befinden.
Ende September 2002 stieg Rod Michael aus der Band aus und wurde durch Blair Late ersetzt. Mit ihm brachten B3schon Anfang November den Song Tonight and Forever heraus, ihren ersten selbstgeschriebenen Song, der veröffentlicht wurde. Darauf folgten Youʼre My Angel, ein Album mit dem Namen N.Y.B3 und eine Deutschland-Tour (24. März 2003 bis 6. April 2003), auf der beim letzten Gig in Stuttgart das Video zur nächsten Single We Got the Power gedreht wurde. Danach folgte eine recht lange Pause und viele Fans dachten, dies sei das Ende von B3, jedoch kamen B3 im Oktober mit der neuen Single All the Girls wieder. Kurz darauf folgte eine Special Edition des zweiten Albums N.Y.B3 mit drei weiteren Tracks und einer DVD mit vier Videos zu Auftritten der Tour. Danach folgte wieder eine längere Pause von sieben Monaten, dann starteten B3 mit dem Move Your Body, dem offiziellen Song zur EYES 2004 (European Year of Education through Sport 2004) durch. Dann folgten noch die Single Canʼt Fight the Feeling und das dritte und letzte Album Living for the Weekend, aus dem noch eine letzte Single ausgekoppelt wurde, von der ein Video aus allen bereits aufgenommenen Videos und Szenen zusammengeschnitten wurde: Until the End of Time.
Die Trennungsnachricht erschien am 10. November 2004 in der Bravo, und ein Abschiedskonzert von B3 fand am 11. Dezember 2004 bei "Inside the Night" in Oldenburg statt.

## Diskografie

### Studioalben
| Jahr | Titel                  | Höchstplatzierung, Gesamtwochen, AuszeichnungChartplatzierungen (Jahr, Titel, Platzierungen, Wochen, Auszeichnungen, Anmerkungen) | Höchstplatzierung, Gesamtwochen, AuszeichnungChartplatzierungen (Jahr, Titel, Platzierungen, Wochen, Auszeichnungen, Anmerkungen) | Anmerkungen                              |
| Jahr | Titel                  | DE | AT | Anmerkungen                              |
| ---- | ---------------------- | --- | --- | ---------------------------------------- |
| 2002 | First                  | DE15 (21 Wo.)DE | AT49 (3 Wo.)AT | Erstveröffentlichung: 18. Februar 2002   |
| 2003 | N.Y.B3                 | DE12 (7 Wo.)DE | AT41 (6 Wo.)AT | Erstveröffentlichung: 24. März 2003      |
| 2004 | Living for the Weekend | DE57 (2 Wo.)DE | — | Erstveröffentlichung: 27. September 2004 |

### Singles
| Jahr | Titel Album                                    | Höchstplatzierung, Gesamtwochen, AuszeichnungChartplatzierungen (Jahr, Titel, Album, Platzierungen, Wochen, Auszeichnungen, Anmerkungen) | Höchstplatzierung, Gesamtwochen, AuszeichnungChartplatzierungen (Jahr, Titel, Album, Platzierungen, Wochen, Auszeichnungen, Anmerkungen) | Höchstplatzierung, Gesamtwochen, AuszeichnungChartplatzierungen (Jahr, Titel, Album, Platzierungen, Wochen, Auszeichnungen, Anmerkungen) | Anmerkungen                             |
| Jahr | Titel Album                                    | DE | AT | CH | Anmerkungen                             |
| ---- | ---------------------------------------------- | --- | --- | --- | --------------------------------------- |
| 2001 | You Win Again First                            | DE19 (17 Wo.)DE | AT15 (11 Wo.)AT | CH84 (3 Wo.)CH | Erstveröffentlichung: 22. Oktober 2001  |
| 2002 | Nightfever First                               | DE31 (7 Wo.)DE | AT35 (7 Wo.)AT | CH95 (3 Wo.)CH | Erstveröffentlichung: 21. Januar 2002   |
| 2002 | I.O.I.O. First                                 | DE4 Gold · (23 Wo.)DE | AT5 (26 Wo.)AT | CH24 (18 Wo.)CH | Erstveröffentlichung: 15. März 2002     |
| 2002 | Tonight and Forever N.Y.B3                     | DE10 (12 Wo.)DE | AT23 (13 Wo.)AT | CH91 (3 Wo.)CH | Erstveröffentlichung: 11. November 2002 |
| 2003 | You’re My Angel N.Y.B3                         | DE13 (9 Wo.)DE | AT37 (10 Wo.)AT | — | Erstveröffentlichung: 10. März 2003     |
| 2003 | We Got the Power N.Y.B3                        | DE41 (6 Wo.)DE | AT47 (5 Wo.)AT | — | Erstveröffentlichung: 26. Mai 2003      |
| 2003 | All the Girls Living for the Weekend           | DE11 (9 Wo.)DE | — | CH56 (2 Wo.)CH | Erstveröffentlichung: 6. Oktober 2003   |
| 2004 | Move Your Body Living for the Weekend          | DE33 (7 Wo.)DE | — | — | Erstveröffentlichung: 14. Juni 2004     |
| 2004 | Can’t Fight the Feeling Living for the Weekend | DE43 (8 Wo.)DE | — | — | Erstveröffentlichung: 6. September 2004 |

Weitere Singles
- 2004: Until The End of Time (Living for the Weekend)